# Rémi Le Flohic
Pour les articles homonymes, voir Le Flohic.
Rémi Le Flohic, né le 29 mars 1982 à Versailles, est un rameur français.
Auparavant entraîneur au Cercle Nautique de Versailles, l'Aviron Club d'Angoulême et le RCPM

## Présentation
Au fil de l’eau et des équipages formés, il obtient plusieurs médailles nationales entre minime et junior.  Il affectionne le domaine de la pointe, qui consiste à ramer avec un seul aviron (une rame). Il est souvent appairé à Fabien Dagada, membre du même club d'Aviron, le Cercle Nautique de Versailles, avec qui il partage en partie son palmarès.
Il obtient le 30 septembre 2003 une médaille de bronze au championnat du monde d’aviron en 8+ poids léger senior élite, associé à Jérôme Bandiera, Nicolas Planque, Franck Bussiere, Alexis Saitta, Fabien Dagada, Damien Margat, Vincent Faucheux, barreur : Nicolas Majerus, entraîneur : Jeannot Perrot.
- Club : 
  - Cercle Nautique de Versailles

## Palmarès

### Championnats du monde
- médaille de bronze en quatre sans junior en 2000 à Zagreb
- médaille de bronze en huit poids léger en 2003 à Milan

### Championnat du monde U23 d'Aviron
- médaille d’or en quatre sans barreur poids léger en 2002 à Gênes
- 4e en deux sans barreur poids léger en 2003 à Belgrade

### Championnats de France
- médaille de bronze en quatre de couple avec barreur minime en 1996 à Mâcon
- médaille d’or en deux sans barreur cadet en 1998 à Vichy
- médaille d’argent en quatre sans barreur junior en 1999 à Vichy